# Горщик із золотом

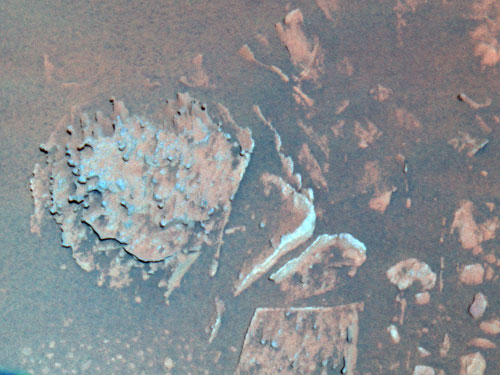
«Горщик із золотом» (ліворуч) у псевдокольорах

«Горщик із золотом» (англ. Pot of Gold) — камінь, знайдений марсоходом «Спіріт» у червні 2004 року. Знаходиться в кратері Гусєв, на підніжжі узвишшя під неофіційною назвою Columbia Hills. У цьому камені «Спіріт» уперше виявив конкреції гематиту, що є однією з вказівок на наявність у минулому на Марсі води (хоча не виключене й утворення цього мінералу без її участі).
Це один із найнезвичніших каменів, знайдених «Спірітом»: він має шарувату структуру та округлі виступи. Його розмір — близько 12 см. Він не схожий на інші камені своїх околиць і, ймовірно, не є частиною корінної породи цих місць, а скотився туди з сусідніх височин. Дивний вигляд каменя привернув увагу науковців, і його було детально досліджено.
Спочатку марсохід відзняв камінь фотокамерою з високою роздільною здатністю та дослідив двома спектрометрами (мессбауерівським та спектрометром альфа-частинок та рентгенівських променів). Завдяки цьому там і було знайдено гематит. Потім «Спіріт» відійшов від нього, щоб підійти під оптимальним для буріння — точніше, сточування — кутом (через проковзування коліс на піщаних схилах та інші перешкоди на цей маневр пішло кілька днів). З каменя було стерто шар товщиною 0,2 мм, після чого його було знову досліджено спектрометрами та сфотографовано. «Спіріт» займався цим каменем протягом другої половини червня 2004 року.